# Водный мостик (физика)

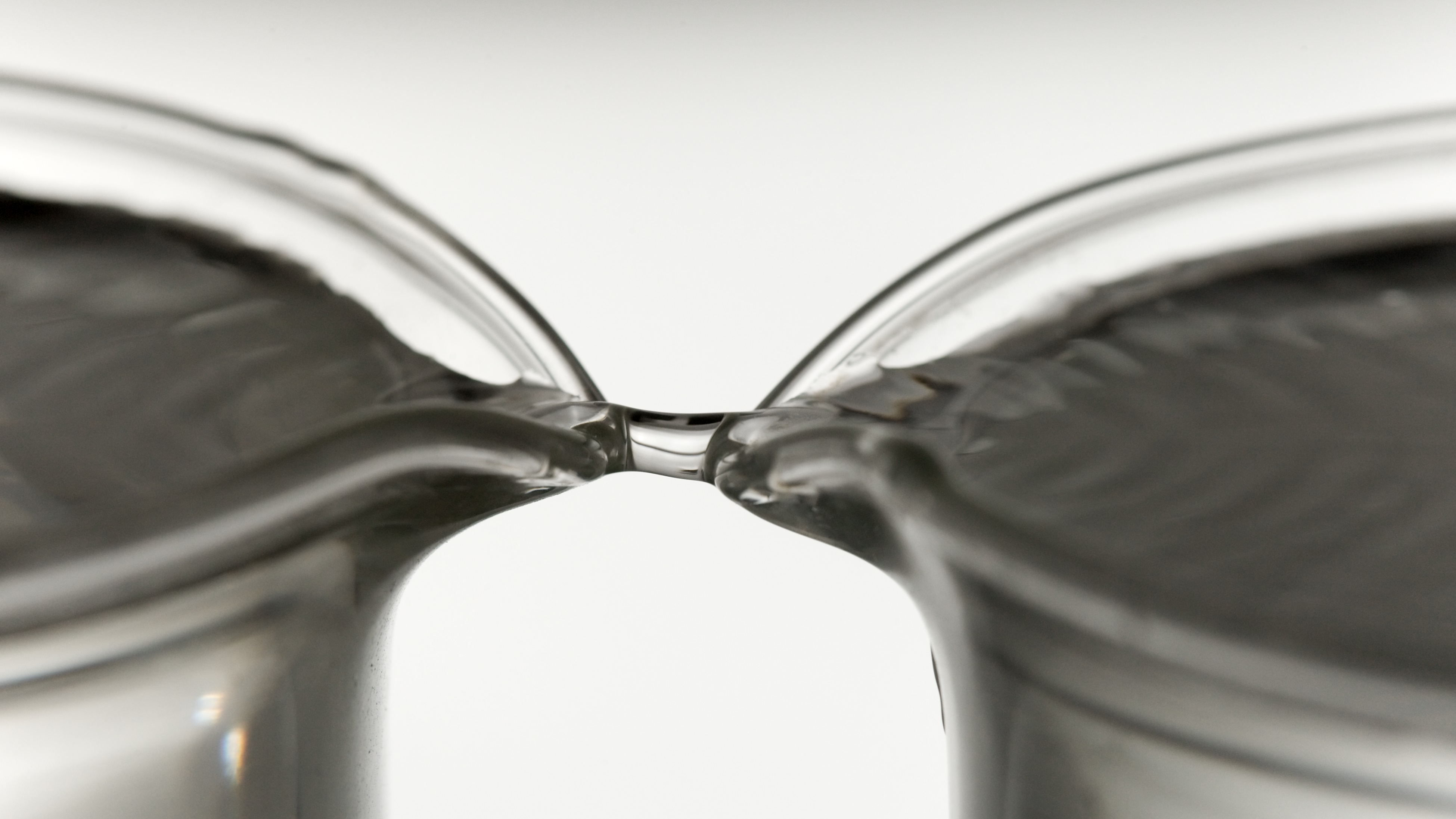
Текущий водный мостик между двумя сосудами.

Жи́дкий диэлектри́ческий мо́стик (изначально — водяной мостик, водный мостик) — физическое явление, возникающее между двумя сосудами с деионизованной низкомолекулярной полярной жидкостью (дистиллированная вода, глицерин, метанол), когда к сосудам прикладывается высокое постоянное напряжение. Между сосудами возникает жидкий мостик, сохраняющий устойчивость при разнесении сосудов на расстояние до 25 мм. Диаметр мостика — порядка 1—3 мм. Мостик остаётся стабильным до 45 минут, при этом температура поднимается до 60 °C при срыве устойчивости.
Явление впервые отмечено в 1893 году Уильямом Армстронгом и переоткрыто в 2007 году в Техническом университете Граца.
Явление объясняется поверхностным натяжением и высокой диэлектрической проницаемостью жидкости. Не следует искать объяснения в исключительных свойствах воды или её структуры.
В сети распространены видеоролики, воспроизводящие эксперимент. При проведении эксперимента требуется профессиональная квалификация, потому что иногда при разряде происходит взрывное разрушение сосудов с разлётом осколков.